# Ondřej Pachlopník
Ondřej Pachlopník (* 14. února 2000 Brno) je český fotbalový záložník a mládežnický reprezentant České republiky. Od jara 2019 hraje za A-mužstvo Zbrojovky Brno.

## Klubová kariéra

### FC Zbrojovka Brno
Debut v profesionální soutěži zaznamenal 2. března 2019 za brněnskou Zbrojovku v zápase v Chrudimi. Na hřiště přišel v 71. minutě a pomohl týmu k vítězství 2:1, přestože bylo Brno oslabeno o jednoho muže v poli.

### Ligová bilance
| Ročník           | Zápasy | Góly | Minuty | Klub              |
| ---------------- | ------ | ---- | ------ | ----------------- |
| II. liga 2018/19 | 7      | 2    | 321    | FC Zbrojovka Brno |
| CELKEM II. LIGA  | 7      | 2    | 321    |                   |

## Reprezentace
Od roku 2015 je členem mládežnických reprezentací České republiky. Nastupoval za reprezentační výběry do 16 let (v letech 2015–2016, 4 starty/žádný vstřelený gól), do 18 let (2018, 3/0) a do 19 let (2018, 7/2).